# Weissmann Endre
Weissmann Endre (Szatmárnémeti, 1923. szeptember 30. –) erdélyi magyar matematika–fizikai szakíró, szerkesztő, egyetemi tanár.

## Életútja
Középiskolai tanulmányait a szatmári Mihai Eminescu Líceumban kezdte; a faji törvények diszkriminatív intézkedései miatt az V–VII. osztályból magánúton vizsgázva, középiskoláit a nagyváradi Zsidó Líceumban végezte. Közben 1938–1941 között egy magániparos elektromechanikai műhelyében, 1941–44 között a budapesti Rotor felvonógyárban dolgozott. 1944-ben behívták munkaszolgálatra, majd deportálták, a mauthauseni koncentrációs táborból szabadult fel 1945. május 8-án. Egyetemi diplomáját fizika–matematika szakon a Bolyai Tudományegyetem (1949), a fizikatudományok doktora címet ugyanitt 1958-ban szerezte meg (doktori dolgozata nyomtatásban az Nuovo Cimento 1958/9. számában jelent meg).
1949–59 között a Bolyai Tudományegyetemen tanársegéd, adjunktus, majd előadótanár (közben előadott a Műszaki Főiskolán is 1950–59 között), s tagja volt a Korunk szerkesztőségének (1957–71 között); majd a BBTE-n előadótanár, professzor, 1971-ig. Közben vendégelőadó volt 1967-ben a varennai Nyári Egyetemen, 1969–70-ben az Institute Graduate of New Yorkon. Az országból való távozásának szándékát bejelentve, 1972-ben elbocsátották állásából. 1974-től a New York-i City University elméleti fizikai tanszékén professzor, 1995-től érdemes professzor; 1982–83-ban vendégelőadó az izraeli Weizmann Institute keretében, ahol egy fél évet töltött kutatóként.

## Kutatói, szakírói munkássága
Első tanulmánya nyomtatásban 1951-ben a Studii şi Cercetări de Fizică hasábjain jelent meg, később mintegy 40 írását, népszerűsítő cikkét az Előrében, a Korunkban és az Utunkban (2000 után a Korunkban és a Firkában) közölte.
Tóth Sándorral és Csehi Sárával társszerzője volt annak az 1954–1955-ben belső használatra készült jelentésnek, amely részletesen a felső pártszervek elé tárta a Bolyai Tudományegyetem helyzetét, az intézménnyel és annak tudományos személyzetével szemben alkalmazott hátrányos megkülönböztetéseket.
Szakkutatásai körébe eső több mint 60 szaktanulmányát folyóiratokban (Czech Journal of Physics 1964, 1966; Physics Letter 1964; Journal of Mathematical Physics 1978, 1980; Physical Review 1982, 1984, 1987; Journal of Chemical Physics 1983; Computers in Physics 1991), ill. a következő gyűjteményes és konferenciakötetekben közölte: Light Scattering Spectra Conference (New York 1968 9. 3–6); 35th Statistical Mech. Conf. (New York 1976 V. 12. p. 5–6); The 4th Rochester Conf. on Coherence and Quantum Optics (1977 5. p. 8–10); The 38th Yeshiva Statistical Mech. Conf. (New Brunswick 1977 p. 15–16); The III USSR-USA Light Scattering Conf. (New York 1979 5. p. 36–37); The VIIth Internat. Conf. on Raman Spectro (Ottawa 1980 8. 3–9); The 8th Internat. Conf. on Raman Spectroscopy (Bordeaux 1982 9. p. 181–83); The 5th Rochester Conf. on Coherence and Quantum Optics (1983 p. 27–29); Coherence and Quantum Optics: Plenum Publ. Co. (New York 1984 p. 1025–1031); Methods of Laser Spectroscopy: Plenum Publ. Co. (New York 1986 p. 289–293); The IXth Internat. Conf. on Raman Spectroscopy (Tokió 1984 8–9. p. 702–705); The 10th Internat. Conf. on Raman Spectroscopy (Oregon, USA 1986 V. 19, p. 11–12); The Pittsburgh Conf. on Applied Spectroscopy (Atlantic City, USA 1986 p. 484); Proc. XVth Int. Conf. of Electronic and Atomic Collisions (ICPEAC Brighton, England 1987 p. 99–101); Proc. IIIth Int. Laser Science Conf. (New York 1988 p. 249–50).
Egy előadása megjelent a magyar tudósok II. világtalálkozója konferenciakötetében (Magyarok szerepe. Budapest, 1989. 67–71).
Itthon publikált önálló kötetei: Utazás a negyedik dimenzióba (Bukarest, 1959); A rejtélyes psi (Bukarest, 1960).

## Díjak, elismerések
- 1983-ban elnyerte a Weizmann Institut Albert Einstein-díját;
- 1984-ben és 1986-ban a PSC-CUNY kutatási díjat.